# Anne Schäfer (Schauspielerin)

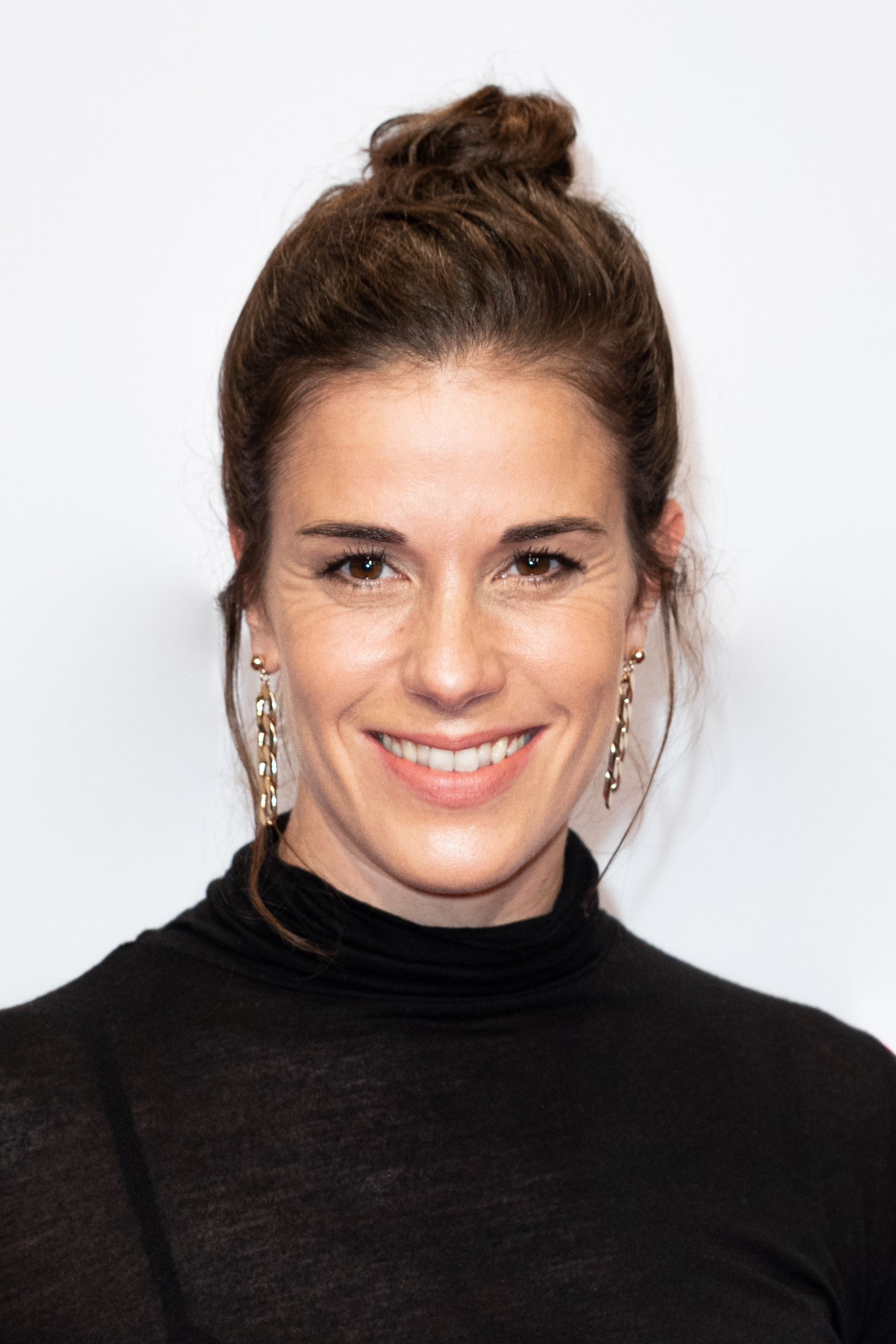
Anne Schäfer, 2019

Anne Schäfer (* 23. April 1979 in München) ist eine deutsche Schauspielerin.

## Leben
Anne Schäfer wuchs am Chiemsee auf. Sie studierte von 2001 bis 2005 an der Hochschule für Musik und Theater in Zürich Schauspiel und spielte dort auch einige kleine Rollen, bevor sie für die Spielzeit 2005/06 ihr erstes festes Engagement am Landestheater Tübingen bekam, was die Titelrolle in Goethes Iphigenie auf Tauris einschloss. Von 2006 bis 2008 war Schäfer als Gastschauspielerin am Theater Basel tätig, an dem sie unter anderem in der Uraufführung von Laura de Wecks Lieblingsmenschen in der Regie von Werner Düggelin zu sehen war. Von 2007 bis 2011 war sie Ensemblemitglied des Bayerischen Staatsschauspiels und spielte in zwölf Produktionen, unter anderem in Bühnenklassikern wie Heinrich von Kleists Der zerbrochne Krug, Molières Menschenfeind (Le Misanthrope ou l'Atrabilaire amoureux) sowie in Goethes Iphigenie auf Tauris zahlreiche Hauptrollen.
In den Jahren 2011/12 spielte sie an der Seite von Dominique Horwitz die Roxane in dem Versdrama Cyrano de Bergerac am Schauspielhaus Hamburg und auf den Ruhrfestspielen in Recklinghausen. 2011/13 war Schäfer Ensemblemitglied am Theater & Orchester Heidelberg, an dem sie in Sophokles’ Tragödie Elektra die gleichnamige Titelrolle ebenso spielte wie die Rolle der Rosalinde in Shakespeares Theaterstück Wie es euch gefällt.
Schäfer arbeitete unter anderem mit den Regisseuren Werner Düggelin, Jan Philipp Gloger, Cornelia Crombholz, Hans-Ulrich Becker, Tina Lanik, Alexander Nerlich, Elias Perrig
und Dieter Dorn zusammen.
2004 erhielt sie den Publikumspreis beim Treffen deutschsprachiger Schauspielschulen und den Oprecht-Preis der Stadt Zürich. Für ihre Darstellung der Iphigenie am Residenztheater München wurde Schäfer 2008 mit der TZ-Rose ausgezeichnet. 2009 erhielt sie den Kurt-Meisel-Preis, den Förderpreis der Freunde des Bayerischen Staatsschauspiels.
Im Kino spielte sie die Hauptrolle in Hannah Schweiers Romanverfilmung Cindy liebt mich nicht an der Seite von Clemens Schick. Der Film hatte 2010 in der Berlinale-Sektion Perspektive Deutsches Kino Premiere. Für ihre Darstellung der Jasmin wurde sie im gleichnamigen Film für den Förderpreis Deutscher Film als „Beste Darstellerin“ nominiert. Der Film wurde auf dem Filmfest München gezeigt, dem Indo-German-Filmfest in Bangalore und kam 2012 in die deutschen Kinos. Unter der Regie von Dominik Graf drehte sie 2012 den Kinofilm Die geliebten Schwestern, in dem sie die deutsche Schriftstellerin Charlotte von Kalb verkörpert.
Seit 2009 ist Schäfer auch regelmäßig im Fernsehen zu sehen. Sie stand in Episoden für SOKO 5113 und Unter Verdacht sowie Tatortfolgen vor der Kamera. 2012 drehte sie die erste deutsche Pay-TV-Serie Add a Friend. In der Zeit von 2013 bis Anfang 2016 sowie im November 2022 spielte sie in der ZDF-Krimiserie SOKO Köln die Rolle der Kriminalkommissarin Sophia Mückeberg. Seit 2016 arbeitet sie als freie Schauspielerin; 2017 spielte an der Seite von David Rott die Hauptrolle in der ARD-Liebeskomödie Arzt mit Nebenwirkung. Außerdem drehte sie mit Anna Maria Mühe und Max von Thun die bayerische Komödie Wenn Frauen ausziehen. Sie spielte auch in der Marathon-Theater-Installation In deinem Pelz im ehemaligen Gefängnis in Heidelberg. Im Januar 2017 drehte Schäfer die Actionkomödie Hot Dog, in der sie an der Seite von Matthias Schweighöfer und Til Schweiger die weibliche Hauptrolle spielt.
Seit 2018 ermitteln Anne Schäfer und Clemens Schick in der erfolgreichem ARD-Reihe Der Barcelona-Krimi. In „Hindafing“ (2019), einer bitterbösen bayerischen Politsatire, spielt Anne die Kontrahentin der Hauptfigur Zischl (Maximilian Brückner) in der zweiten Staffel.
Anne Schäfer war in der mehrfach ausgezeichneten Serie „Die Toten von Marnow“ (2020) zu sehen, in der sie die Rolle der Susanne Elling übernahm. Ebenfalls 2020 spielte sie die weibliche Hauptrolle an der Seite von Bjarne Mädel in dem Fernsehfilm „Geliefert“, der 2020 auf dem Filmfest München lief.
Das Drama „Alle reden übers Wetter“ (2021) feierte seine Premiere auf der Berlinale in der Sektion „Panorama“. Hier spielt Anne Schäfer die Hauptrolle, einer ostdeutschen Doktorandin Clara, die immer wieder mit ihrer ostdeutschen Herkunft konfrontiert wird. Zu den jüngeren Produktionen von Anne Schäfer zählen der Musikfilm „Alle für Ella“ (2022), das Pandemie-Drama „Distanz“ (2022) sowie die bayrische Serie „Himmel Herrgott Sakrament“(2023) in der Anne Schäfer in der weiblichen Hauptrolle zu sehen sein wird.
Im Theater war sie 2021 und 2023 auf dem Sommerfestival Kampnagel in den Produktionen Virus von Jan Duvendak und Good Sex von Dead Centre zu sehen. Außerdem hat Anne Schäfer 2022 die vom BFFS und Medienboard Berlin geförderte erste deutsche Weiterbildung zur Intimitätskoordinatorin abgeschlossen und unterstützt seither Produktionen bei der Umsetzung intimer Szenen.

## Filmografie

### Kino
- 2010: Cindy liebt mich nicht
- 2011: Jasmin
- 2014: Die geliebten Schwestern
- 2018: Am Ende ist man tot, Regie: Daniel Lommatzsch
- 2018: Hot Dog
- 2019: Als Hitler das rosa Kaninchen stahl
- 2020: Betonrausch
- 2022: Alle reden übers Wetter
- 2022: Alle für Ella
- 2022: Distanz (Distance)
- 2023: Ein Fest fürs Leben
- 2024: Blindgänger

### Fernsehen
- 2011: Die Rosenheim-Cops (Fernsehserie, Folge Verona sehen und sterben)
- 2012: Unter Verdacht: Das Blut der Erde (Fernsehreihe)
- 2012–2014: Add a Friend (Fernsehserie, 27 Folgen)
- 2013: Der Alte (Fernsehserie, Folge Tödliches Spiel)
- 2013–2016, 2022: SOKO Köln (Fernsehserie, 65 Folgen)
- 2017: Arzt mit Nebenwirkung
- 2017: Wenn Frauen ausziehen
- 2018: Tatort: Die robuste Roswita (Fernsehreihe)
- 2018: Der Wunschzettel
- 2018: Die Spezialisten – Im Namen der Opfer (Fernsehserie, Folge Klettermaxe)
- 2019: Frühling – Familie auf Probe (Fernsehreihe)
- 2019: Lena Lorenz – Ein neuer Anfang (Fernsehreihe)
- 2019: Lena Lorenz – Kind da, Job weg
- 2019: Hindafing (Fernsehserie, 2 Folgen)
- 2019: SOKO Leipzig (Fernsehserie, Folge Trompetenbauer)
- 2020: Blutige Anfänger (Fernsehserie, Folge Trigger)
- 2020: Bad Banks (Fernsehserie, Folge Schöne neue Welt)
- 2020: Notruf Hafenkante (Fernsehserie, Folge AB negativ)
- 2021: Die Toten von Marnow (Fernseh-Vierteiler)
- 2021: Reiterhof Wildenstein – Sprung ins Leben (Fernsehreihe)
- 2021: Ein Fall für zwei (Fernsehserie, Folge Die falsche Schlange)
- 2021: Geliefert
- seit 2017: Der Barcelona-Krimi (Fernsehreihe)
  - 2017: Über Wasser halten
  - 2017: Tod aus der Tiefe
  - 2020: Entführte Mädchen
  - 2020: Blutiger Beton
  - 2022: Der längste Tag
  - 2022: Der Riss in allem
  - 2023: Totgeschwiegen
  - 2023: Absturz
  - 2025: Wächter der Stadt
  - 2025: Brennendes Land
- 2023: 2 unter Millionen
- 2023: Himmel, Herrgott, Sakrament (Fernsehserie, 6 Folgen)
- 2024: Wilsberg: Datenleck

## Theater
- 2004: Parzivality Show (Theater an der Sihl Zürich)
- 2005: Lisbeth ist total zu (Schauspielhaus Zürich)
- 2005: Abflug (Landestheater Tübingen)
- 2005: Versuchung (Landestheater Tübingen)
- 2005: Wassa Schelesnowa (Landestheater Tübingen)
- 2006: Nachts ist es anders (Theater Basel)
- 2006: Der Streit (Landestheater Tübingen)
- 2006: Iphigenie auf Tauris (Landestheater Tübingen)
- 2006: The Prisoner's Dilemma (Landestheater Tübingen)
- 2007: Im Dickicht der Städte (Residenztheater München)
- 2007: Lieblingsmenschen (Theater Basel)
- 2007: Minna von Barnhelm (Theater Basel)
- 2008: Misanthrop (Residenztheater München)
- 2008: Iphigenie auf Tauris (Residenztheater München)
- 2008: Idomeneus (Residenztheater München)
- 2008: Rattenjagd (Residenztheater München)
- 2009: Der zerbrochne Krug (Residenztheater München)
- 2009: Daddy (Residenztheater München)
- 2010: Von Morgens bis Mitternachts (Residenztheater München)
- 2010: Alpenglühen (Residenztheater München)
- 2011: Das Missverständnis (Residenztheater München)
- 2011: Cyrano de Bergerac (Schauspielhaus Hamburg)
- 2011: Furcht und Hoffnung in Deutschland (Theater Heidelberg)
- 2012: Elektra (Theater Heidelberg)
- 2012: Wie es euch gefällt (Theater Heidelberg)
- 2015: Jump you Fuckers (Kunsthalle Bern)
- 2016: In deinem Pelz (Theater Heidelberg)
- 2020 Virus (Kampnagel / Theaterspektakel Zürich)
- 2021 Diversity United (Kunstverein Hamburg)
- 2023 Good Sex – Dead Centre (Kampnagel)

## Sprechertätigkeiten
- 2010: Passion und Leidenschaft, Bayerischer Rundfunk
- 2010: Bilder hören. Klänge sehen, Bayerischer Rundfunk
- 2011: Zündfunk am Sonntag, Bayerischer Rundfunk
- 2011: Die Perser als bimediale Inszenierung, Bayerischer Rundfunk
- 2011: Radiothema 50 Jahre Mauerbau, Bayerischer Rundfunk
- 2011: Das Hochschulmagazin, Bayerisches Fernsehen
- 2011: Radiothema Wutbürger Gutbürger, Bayerischer Rundfunk
- 2011: Neue Wege in die Werbeindustrie, Zündfunk, Bayerischer Rundfunk
- 2011: Des Lebens wirrende Beugung, Bayerischer Rundfunk
- 2011: Stimmbänder Bandstimmen, Bayerischer Rundfunk
- 2011: Morgen kein Land, Dokumentarfilm
- 2012: Herr Richard Wagner in München, Hörspiel, Bayerischer Rundfunk & Bayerische Staatsoper
- 2012: Vertraute Fremde, Hörspiel, Norddeutscher Rundfunk
- 2012: Wenn die Chinesen kommen, Bayerischer Rundfunk
- 2012: Verloren zwischen zwei Nationen, Bayerischer Rundfunk
- 2012: Krach, Feature, Bayerischer Rundfunk
- 2012: I have nothing to say and I'm saying it, Bayerischer Rundfunk
- 2012: Hexe oder Heilige? Jeanne d’Arc, Bayerischer Rundfunk
- 2012: Kurzschluss, Filmmagazin, Arte
- 2012: Mushroom Music, Bayerischer Rundfunk
- 2012: Sternstunden Adventskalender, Bayerisches Fernsehen
- 2013: Sternstunden Adventskalender, Bayerisches Fernsehen
- 2014: Sternstunden Adventskalender, Bayerisches Fernsehen
- 2015: Sternstunden Adventskalender, Bayerisches Fernsehen
- 2016: Sternstunden Adventskalender, Bayerisches Fernsehen

## Auszeichnungen
- 2004: Publikumspreis Schauspielschultreffen für Parzivality Show
- 2004: Oprecht-Preis der Stadt Zürich
- 2008: TZ-Rose für ihre Rolle als Iphigenie in der Inszenierung des Münchener Residenztheaters
- 2009: Förderpreis der Freunde des Bayerischen Staatsschauspiels/Residenztheater
- 2011: Nominierung als beste Schauspielerin für den Förderpreis Deutscher Film für Jasmin
- 2019: Nominierung Jupiter Award als beste Schauspielerin national
- 2021: Deutscher Fernsehpreis Die Toten von Marnow
- 2022: Grimme-Preis "Geliefert”
- 2022: Berlinfilmweek Best Acting for "Alle reden übers Wetter"
- 2023: Nominierung Preis der deutschen Filmkritik 2022 Beste Darstellerin "Alle reden übers Wetter"
- 2023: Nominierung Preis der deutschen Filmkritik 2022 Bester Film "Alle reden übers Wetter"